# Seuil-d'Argonne
Seuil-d'Argonne is een gemeente in het Franse departement Meuse im de regio Grand Est. De gemeente maakt deel uit van het arrondissement Bar-le-Duc en telt 495 inwoners (1999). 

## Geschiedenis
De gemeente werd op 1 januari 1973 gevormd door de fusie van Pretz-en-Argonne, Senard en Triaucourt-en-Argonne. In 1990 werd Pretz-en-Argonne weer een zelfstandige gemeente 
Op 22 maart 2015 werd Seuil-d'Argonne onderdeel van het toen opgerichte kanton Dieue-sur-Meuse. Daarvoor was het de hoofdplaats van het toen opgeheven kanton Seuil-d'Argonne.

## Geografie
De oppervlakte van Seuil-d'Argonne bedraagt 25,8 km², de bevolkingsdichtheid is 19,2 inwoners per km².
De onderstaande kaart toont de ligging van Seuil-d'Argonne met de belangrijkste infrastructuur en aangrenzende gemeenten.

## Demografie
Onderstaande figuur toont het verloop van het inwonertal (bron: INSEE-tellingen).
Ambly-sur-Meuse · Ancemont · Autrécourt-sur-Aire · Bannoncourt · Baudrémont · Beaulieu-en-Argonne · Beausite · Belrain · Bouquemont · Brizeaux · Courcelles-en-Barrois · Courouvre · Dieue-sur-Meuse · Dompcevrin · Èvres · Foucaucourt-sur-Thabas · Fresnes-au-Mont · Génicourt-sur-Meuse · Gimécourt · Heippes · Ippécourt · Julvécourt · Kœur-la-Grande · Kœur-la-Petite · Lahaymeix · Landrecourt-Lempire · Lavallée · Lavoye · Lemmes · Levoncourt · Lignières-sur-Aire · Longchamps-sur-Aire · Ménil-aux-Bois · Les Monthairons · Neuville-en-Verdunois · Nicey-sur-Aire · Nixéville-Blercourt · Nubécourt · Osches ·  Pierrefitte-sur-Aire · Pretz-en-Argonne · Rambluzin-et-Benoite-Vaux · Récourt-le-Creux · Rupt-devant-Saint-Mihiel · Rupt-en-Woëvre · Saint-André-en-Barrois · Sampigny · Senoncourt-les-Maujouy · Seuil-d'Argonne · Sommedieue · Les Souhesmes-Rampont · Souilly · Thillombois · Tilly-sur-Meuse · Les Trois-Domaines · Vadelaincourt · Ville-devant-Belrain · Villotte-sur-Aire · Villers-sur-Meuse · Ville-sur-Cousances · Waly · Woimbey